# Avril 1818

## Événements

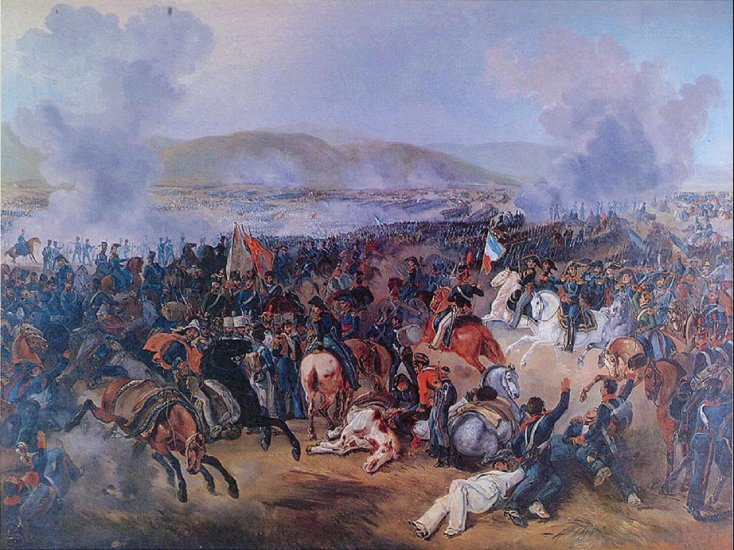
5 avril : bataille de Maipú

- Victoire des Zoulou sur les Ndwandwe à la bataille de Gqokli Hill[1].
  - Dingiswayo, roi des Mthethwa, est capturé et mis à mort par Zwide, chef des Ndwandwe, à la fin de 1817 ou au début de 1818. Chaka prend la tête des Mthethwa privés de chef et se retourne contre Zwide, qui est battu[2]. Début du royaume Zoulou (fin en 1829[3]).
- Début de l'Ère Bunsei au Japon (fin en décembre 1829)[4].

- 1er avril : 
  - Création d’une société de charité par le roi Guillaume Ier des Pays-Bas à l'initiative du général Johannes van den Bosch (Maatschappij van Weldadigheid)[5].
  - Jean Pierre Boyer succède à Alexandre Pétion, décédé le 29 mars, comme président de la république d'Haïti[6], mais son autorité ne s'exerce en réalité que sur la partie méridionale du pays.
- 4 avril : 
  - Départ d’une expédition arctique de John Roos à la recherche d’un passage nord-ouest. Les explorateurs britanniques William Edward Parry et John Franklin y participent. Elle est de retour en Angleterre (Grimsby) le 14 novembre[7].
  - Le Congrès des États-Unis fixe définitivement le nombre de treize bandes sur le drapeau américain alors que le nombre d'étoiles évolue et atteint 20. L'acte, signé par le président Monroe dit aussi que le drapeau doit changer désormais à chaque entrée d'un État dans l'Union, le 4 juillet (le Jour de l'indépendance, fête nationale américaine) suivant cette entrée, par l'ajout d'une étoile par État supplémentaire.
- 7 avril : Brooks Brothers, le plus vieux tailleur de vêtements pour homme aux États-Unis, ouvre son premier magasin où se trouve de nos jours South Street Seaport, dans New York.
- 15 avril : 
  - Abolition de la traite des Noirs par la France[8].
  - Ouverture du Musée national de Prague sur l’initiative du comte Stenberg et du grand burgrave[9].

## Naissances
- 4 avril : Carl Steffeck, peintre allemand († 11 juillet 1890).
- 8 avril : 
  - Christian IX, roi de Danemark († 29 janvier 1906).
  - August Wilhelm von Hofmann (mort en 1892), chimiste allemand.